# United Airlines Tournament of Champions 1982
Lo  United Airlines Tournament of Champions 1982 è stato un torneo di tennis giocato sulla terra rossa. È stata la 3ª edizione del torneo, che fa parte del WTA Tour 1982. Si è giocato a Orlando negli USA dal 26 aprile al 2 maggio 1982.

## Campionesse

### Singolare
Martina Navrátilová ha battuto in finale  Wendy Turnbull con il punteggio di 6–2, 7–5

### Doppio
Rosemary Casals /  Wendy Turnbull hanno battuto in finale  Kathy Jordan /  Anne Smith con il punteggio di 6–3, 6–3